# Zuidoost-Aziatisch kampioenschap voetbal 2014
De AFF Suzuki Cup 2014 was de 10de editie van het Zuidoost-Aziatisch kampioenschap voetbal. Het werd gehouden in Singapore en Vietnam van 22 november 2014 tot en met 20 december 2014.

## Kwalificatietoernooi
Het kwalificatietoernooi werd gehouden in de hoofdstad van Laos (Vientiane) van 13 oktober 2014 tot en met 20 oktober 2014. De eerste twee landen plaatsten zich voor het eindtoernooi.
Stadions
| Vientiane                    | Vientiane   | Vientiane          |
| ---------------------------- | ----------- | ------------------ |
| Nieuw Nationaal Stadion Laos | · Vientiane | Anouvongstadion    |
| Capaciteit: 25.000           | · Vientiane | Capaciteit: 15.000 |
|                              | · Vientiane |                    |

Uitslagen en Eindstand
| Datum   | Team       | Score | Team       |
| ------- | ---------- | ----- | ---------- |
| 12 okt. | Oost-Timor | 4 – 2 | Brunei     |
| 12 okt. | Laos       | 3 – 2 | Cambodja   |
| 14 okt. | Brunei     | 2 – 4 | Laos       |
| 14 okt. | Myanmar    | 0 – 0 | Oost-Timor |
| 16 okt. | Oost-Timor | 2 – 3 | Cambodja   |
| 16 okt. | Brunei     | 1 – 3 | Myanmar    |
| 18 okt. | Cambodja   | 0 – 1 | Myanmar    |
| 18 okt. | Laos       | 2 – 0 | Oost-Timor |
| 20 okt. | Myanmar    | 2 – 1 | Laos       |
| 20 okt. | Cambodja   | 1 – 0 | Brunei     |

| Nr. | Club       | Wedstrijden | Wedstrijden | Wedstrijden | Wedstrijden | Doelpunten | Doelpunten | Doelpunten | Punten |
| --- | ---------- | ----------- | ----------- | ----------- | ----------- | ---------- | ---------- | ---------- | ------ |
| Nr. | Club       | Sp          | W           | G           | V           | V          | T          | Saldo      | Punten |
| 1   | Myanmar    | 4           | 3           | 1           | 0           | 6          | 2          | +4         | 10     |
| 2   | Laos       | 4           | 3           | 0           | 1           | 10         | 6          | +4         | 9      |
| 3   | Cambodja   | 4           | 2           | 0           | 2           | 6          | 6          | 0          | 6      |
| 4   | Oost-Timor | 4           | 1           | 1           | 2           | 6          | 7          | –1         | 4      |
| 5   | Brunei     | 4           | 0           | 0           | 4           | 5          | 12         | –7         | 0      |

Details wedstrijden
|                                                  |                                         |                  |                        |                                                                         |
| 12 oktober 2014 «onderlinge duels» 15:30 (UTC+7) | Oost-Timor                              | 4 – 2            | Brunei                 | Nieuw Nationaal Stadion Laos, Vientiane Scheidsrechter: Rowan Arumughan |
| 12 oktober 2014 «onderlinge duels» 15:30 (UTC+7) | Murilo 6', 70', 80' Patrick Fabiano 88' | Wedstrijdverslag | Adi 35' Fakharazzi 41' | Nieuw Nationaal Stadion Laos, Vientiane Scheidsrechter: Rowan Arumughan |

|                                                  |                                  |                  |                             |                                                                         |
| 12 oktober 2014 «onderlinge duels» 18:30 (UTC+7) | Laos                             | 3 – 2            | Cambodja                    | Nieuw Nationaal Stadion Laos, Vientiane Scheidsrechter: Adham Makhadmeh |
| 12 oktober 2014 «onderlinge duels» 18:30 (UTC+7) | Sihavong 54' Sayavutthi 70', 81' | Wedstrijdverslag | Laboravy 73' Chanrasmey 75' | Nieuw Nationaal Stadion Laos, Vientiane Scheidsrechter: Adham Makhadmeh |

|                                                  |                              |                  |                                           |                                                                            |
| 14 oktober 2014 «onderlinge duels» 15:30 (UTC+7) | Brunei                       | 2 – 4            | Laos                                      | Nieuw Nationaal Stadion Laos, Vientiane Scheidsrechter: Dmitriy Mashentsev |
| 14 oktober 2014 «onderlinge duels» 15:30 (UTC+7) | Fakharazzi 32' Shahrazen 88' | Wedstrijdverslag | Vongchiengkham 3', 6', 68' Sayavutthi 49' | Nieuw Nationaal Stadion Laos, Vientiane Scheidsrechter: Dmitriy Mashentsev |

|                                                  |                  |       |            |                                                                     |
| 14 oktober 2014 «onderlinge duels» 18:30 (UTC+7) | Myanmar          | 0 – 0 | Oost-Timor | Nieuw Nationaal Stadion Laos, Vientiane Scheidsrechter: Jumpei Iida |
| 14 oktober 2014 «onderlinge duels» 18:30 (UTC+7) | Wedstrijdverslag |       |            | Nieuw Nationaal Stadion Laos, Vientiane Scheidsrechter: Jumpei Iida |

|                                                  |                          |                  |                          |                                                                 |
| 16 oktober 2014 «onderlinge duels» 15:30 (UTC+7) | Oost-Timor               | 2 – 3            | Cambodja                 | Nieuw Nationaal Stadion Laos, Vientiane Scheidsrechter: Fu Ming |
| 16 oktober 2014 «onderlinge duels» 15:30 (UTC+7) | Anggisu 25' Bertoldo 51' | Wedstrijdverslag | Chanrasmey 64', 78', 82' | Nieuw Nationaal Stadion Laos, Vientiane Scheidsrechter: Fu Ming |

|                                                  |         |                  |                                            |                                                                         |
| 16 oktober 2014 «onderlinge duels» 18:30 (UTC+7) | Brunei  | 1 – 3            | Myanmar                                    | Nieuw Nationaal Stadion Laos, Vientiane Scheidsrechter: Adham Makhadmeh |
| 16 oktober 2014 «onderlinge duels» 18:30 (UTC+7) | Adi 78' | Wedstrijdverslag | Min Min Thu 48' Kyaw Ko Ko 53' Kyi Lin 82' | Nieuw Nationaal Stadion Laos, Vientiane Scheidsrechter: Adham Makhadmeh |

|                                                  |          |                  |                       |                                                                     |
| 18 oktober 2014 «onderlinge duels» 15:30 (UTC+7) | Cambodja | 0 – 1            | Myanmar               | Nieuw Nationaal Stadion Laos, Vientiane Scheidsrechter: Jumpei Iida |
| 18 oktober 2014 «onderlinge duels» 15:30 (UTC+7) |          | Wedstrijdverslag | Kyaw Ko Ko 42' (pen.) | Nieuw Nationaal Stadion Laos, Vientiane Scheidsrechter: Jumpei Iida |

|                                                  |                                   |                  |            |                                                                 |
| 18 oktober 2014 «onderlinge duels» 18:30 (UTC+7) | Laos                              | 2 – 0            | Oost-Timor | Nieuw Nationaal Stadion Laos, Vientiane Scheidsrechter: Fu Ming |
| 18 oktober 2014 «onderlinge duels» 18:30 (UTC+7) | Khochalern 32' Vongchiengkham 64' | Wedstrijdverslag |            | Nieuw Nationaal Stadion Laos, Vientiane Scheidsrechter: Fu Ming |

|                                                  |                                               |                  |                         |                                                                            |
| 20 oktober 2014 «onderlinge duels» 17:00 (UTC+7) | Myanmar                                       | 2 – 1            | Laos                    | Nieuw Nationaal Stadion Laos, Vientiane Scheidsrechter: Dmitriy Mashentsev |
| 20 oktober 2014 «onderlinge duels» 17:00 (UTC+7) | Nanda Lin Kyaw Chit 43' Kyaw Ko Ko 80' (pen.) | Wedstrijdverslag | Souksavanh 90+4' (pen.) | Nieuw Nationaal Stadion Laos, Vientiane Scheidsrechter: Dmitriy Mashentsev |

|                                                  |             |                  |        |                                                            |
| 20 oktober 2014 «onderlinge duels» 17:00 (UTC+7) | Cambodja    | 1 – 0            | Brunei | Anouvongstadion, Vientiane Scheidsrechter: Rowan Arumughan |
| 20 oktober 2014 «onderlinge duels» 17:00 (UTC+7) | Chhoeun 56' | Wedstrijdverslag |        | Anouvongstadion, Vientiane Scheidsrechter: Rowan Arumughan |

## Deelnemende teams

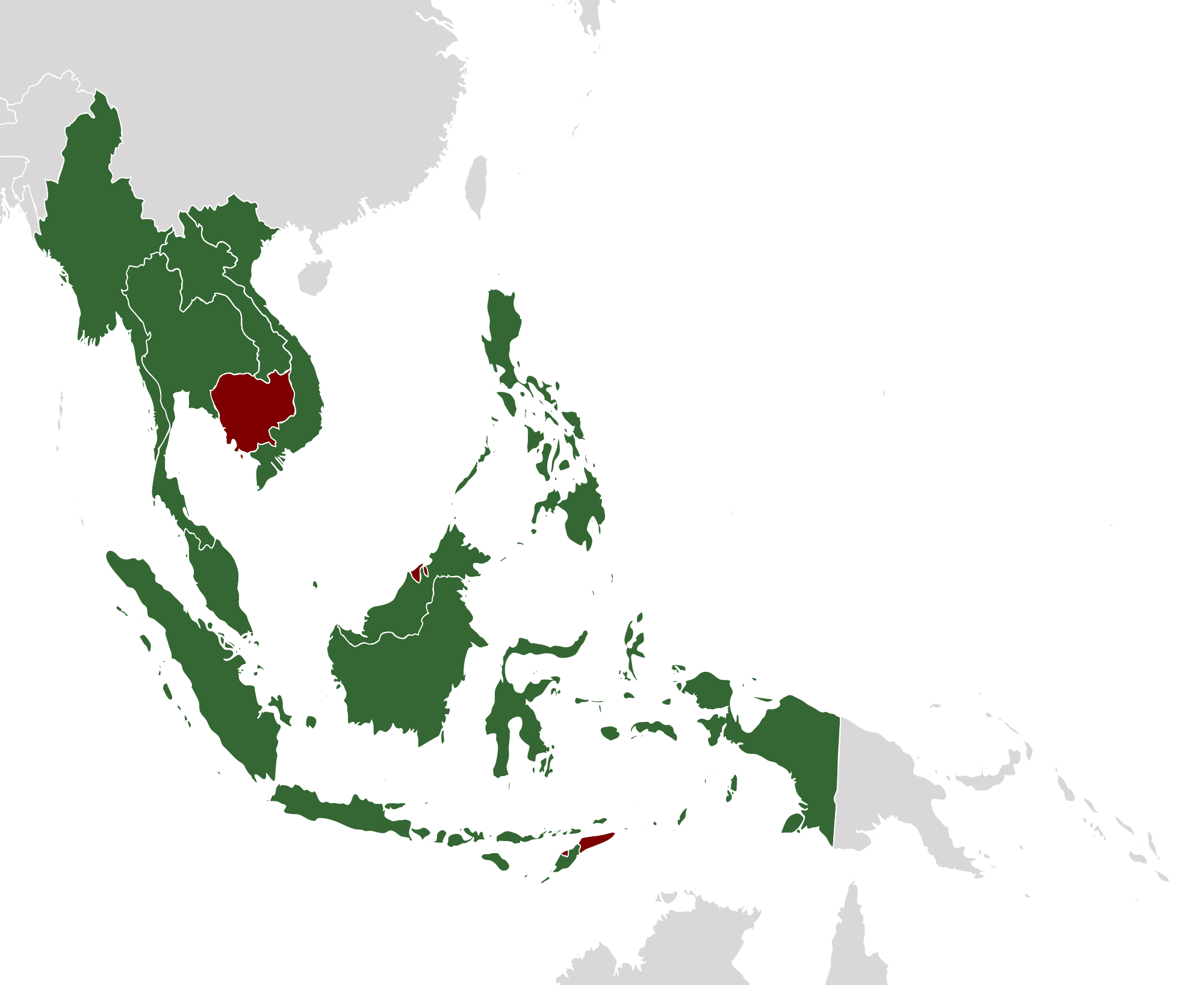
Gekwalificeerd
Niet gekwalificeerd

De volgende teams namen deel aan het eindtoernooi, Singapore en Vietnam waren als gastlanden zeker van deelname.
| Land                           | Deelname | Beste resultaat                  |
| ------------------------------ | -------- | -------------------------------- |
| Indonesië                      | 10e      | Tweede                           |
| Laos (kwalificatietoernooi)    | 10e      | Groepsfase                       |
| Maleisië                       | 10e      | Winnaar (2010)                   |
| Myanmar (kwalificatietoernooi) | 10e      | Vierde                           |
| Filipijnen                     | 9e       | Halve finale                     |
| Singapore                      | 10e      | Winnaar (1998, 2004, 2007, 2012) |
| Thailand                       | 10e      | Winnaar (1996, 2000, 2002)       |
| Vietnam                        | 10e      | Winnaar (2008)                   |

## Stadions
| Kallang ( Singapore)                             | Kallang ( Singapore)                                   | Hanoi ( Vietnam)                                                        | Hanoi ( Vietnam)                                       |
| ------------------------------------------------ | ------------------------------------------------------ | ----------------------------------------------------------------------- | ------------------------------------------------------ |
| Nationaal Stadion Capaciteit: 55.000 Groepsfase  | Jalan Besarstadion Capaciteit: 8.000 Groepsfase        | Mỹ Đình Nationaal Stadion Capaciteit: 40.192 Groepsfase en Halve Finale | Hàng Đẫystadion Capaciteit: 22.500 Groepsfase          |
| National Stadium                                 | Jalan Besarstadion                                     | Mỹ Đình Nationaal Stadion                                               | Hàng Đẫystadion                                        |
| Shah Alam ( Maleisië)                            | Kuala Lumpur ( Maleisië)                               | Bangkok ( Thailand)                                                     | Manila ( Filipijnen)                                   |
| Shah Alamstadion Capaciteit: 80.372 Halve finale | Bukit Jalil National Stadion Capaciteit: 87.411 Finale | Rajamangalastadion Capaciteit: 49.722 Finale en Halve finale            | Rizal Memorial Stadion Capaciteit: 12.873 Halve finale |
| Rajamangalastadion                               | Shah Alamstadion                                       | Bukit Jalil National Stadion                                            | Rizal Memorial Stadion                                 |

## Groepsfase

### Groep A
| Datum   | Team       | Score | Team       |
| ------- | ---------- | ----- | ---------- |
| 22 nov. | Filipijnen | 4 – 1 | Laos       |
| 22 nov. | Vietnam    | 2 – 2 | Indonesië  |
| 25 nov. | Filipijnen | 4 – 0 | Indonesië  |
| 25 nov. | Laos       | 0 – 3 | Vietnam    |
| 28 nov. | Indonesië  | 5 – 1 | Laos       |
| 28 nov. | Vietnam    | 3 – 1 | Filipijnen |

| Nr. | Club       | Wedstrijden | Wedstrijden | Wedstrijden | Wedstrijden | Doelpunten | Doelpunten | Doelpunten | Punten |
| --- | ---------- | ----------- | ----------- | ----------- | ----------- | ---------- | ---------- | ---------- | ------ |
| Nr. | Club       | Sp          | W           | G           | V           | V          | T          | Saldo      | Punten |
| 1   | Vietnam    | 3           | 2           | 1           | 0           | 8          | 3          | +5         | 7      |
| 2   | Filipijnen | 3           | 2           | 0           | 1           | 9          | 4          | +5         | 6      |
| 3   | Indonesië  | 3           | 1           | 1           | 1           | 7          | 7          | 0          | 4      |
| 4   | Laos       | 3           | 0           | 0           | 3           | 2          | 12         | –10        | 0      |

|                                                   |                                                  |                  |                |                                                          |
| 22 november 2014 «onderlinge duels» 16:00 (UTC+7) | Filipijnen                                       | 4 – 1            | Laos           | Mỹ Đình Nationaal Stadion, Hanoi Scheidsrechter: Wang Di |
| 22 november 2014 «onderlinge duels» 16:00 (UTC+7) | Rota 40' P. Younghusband 45+1' Reichelt 77', 88' | Wedstrijdverslag | Sayavutthi 21' | Mỹ Đình Nationaal Stadion, Hanoi Scheidsrechter: Wang Di |

|                                                   |                                   |                  |                       |                                                              |
| 22 november 2014 «onderlinge duels» 19:00 (UTC+7) | Vietnam                           | 2 – 2            | Indonesië             | Mỹ Đình Nationaal Stadion, Hanoi Scheidsrechter: Minoru Tōjō |
| 22 november 2014 «onderlinge duels» 19:00 (UTC+7) | Quế Ngọc Hải 11' Lê Công Vinh 68' | Wedstrijdverslag | Zulham 33' Samsul 84' | Mỹ Đình Nationaal Stadion, Hanoi Scheidsrechter: Minoru Tōjō |

|                                                   |                                                         |                  |           |                                                                 |
| 25 november 2014 «onderlinge duels» 16:00 (UTC+7) | Filipijnen                                              | 4 – 0            | Indonesië | Mỹ Đình Nationaal Stadion, Hanoi Scheidsrechter: Fahad Al-Marri |
| 25 november 2014 «onderlinge duels» 16:00 (UTC+7) | P. Younghusband 16' (pen.) Ott 52' Steuble 68' Gier 79' | Wedstrijdverslag |           | Mỹ Đình Nationaal Stadion, Hanoi Scheidsrechter: Fahad Al-Marri |

|                                                   |      |                  |                                                       |                                                            |
| 25 november 2014 «onderlinge duels» 19:00 (UTC+7) | Laos | 0 – 3            | Vietnam                                               | Mỹ Đình Nationaal Stadion, Hanoi Scheidsrechter: Ali Sabah |
| 25 november 2014 «onderlinge duels» 19:00 (UTC+7) |      | Wedstrijdverslag | Vũ Minh Tuấn 27' Lê Công Vinh 84' Nguyễn Huy Hùng 88' | Mỹ Đình Nationaal Stadion, Hanoi Scheidsrechter: Ali Sabah |

|                                                   |                                                            |                  |                       |                                                  |
| 28 november 2014 «onderlinge duels» 19:00 (UTC+7) | Indonesië                                                  | 5 – 1            | Laos                  | Hàng Đẫystadion, Hanoi Scheidsrechter: Ali Sabah |
| 28 november 2014 «onderlinge duels» 19:00 (UTC+7) | Evan 8' Ramdhani 20', 50' Zulham 82' Souksavanh 89' (e.d.) | Wedstrijdverslag | Sayavutthi 28' (pen.) | Hàng Đẫystadion, Hanoi Scheidsrechter: Ali Sabah |

|                                                   |                                                          |                  |             |                                                              |
| 28 november 2014 «onderlinge duels» 19:00 (UTC+7) | Vietnam                                                  | 3 – 1            | Filipijnen  | Mỹ Đình Nationaal Stadion, Hanoi Scheidsrechter: Minoru Tōjō |
| 28 november 2014 «onderlinge duels» 19:00 (UTC+7) | Ngô Hoàng Thịnh 9' Vũ Minh Tuấn 50' Phạm Thành Lương 58' | Wedstrijdverslag | Mulders 60' | Mỹ Đình Nationaal Stadion, Hanoi Scheidsrechter: Minoru Tōjō |

### Groep B
| Datum   | Team      | Score | Team      |
| ------- | --------- | ----- | --------- |
| 23 nov. | Maleisië  | 0 – 0 | Myanmar   |
| 23 nov. | Singapore | 1 – 2 | Thailand  |
| 26 nov. | Maleisië  | 2 – 3 | Thailand  |
| 26 nov. | Myanmar   | 2 – 4 | Singapore |
| 29 nov. | Thailand  | 2 – 0 | Myanmar   |
| 29 nov. | Singapore | 1 – 3 | Maleisië  |

| Nr. | Club      | Wedstrijden | Wedstrijden | Wedstrijden | Wedstrijden | Doelpunten | Doelpunten | Doelpunten | Punten |
| --- | --------- | ----------- | ----------- | ----------- | ----------- | ---------- | ---------- | ---------- | ------ |
| Nr. | Club      | Sp          | W           | G           | V           | V          | T          | Saldo      | Punten |
| 1   | Thailand  | 3           | 3           | 0           | 0           | 7          | 3          | +4         | 9      |
| 2   | Maleisië  | 3           | 1           | 1           | 1           | 5          | 4          | +1         | 4      |
| 3   | Singapore | 3           | 1           | 0           | 2           | 6          | 7          | –1         | 3      |
| 4   | Myanmar   | 3           | 0           | 1           | 2           | 2          | 6          | –4         | 1      |

|                                                   |                  |       |         |                                                                |
| 23 november 2014 «onderlinge duels» 18:00 (UTC+8) | Maleisië         | 0 – 0 | Myanmar | Jalan Besarstadion, Kallang Scheidsrechter: Çarymurat Kurbanow |
| 23 november 2014 «onderlinge duels» 18:00 (UTC+8) | Wedstrijdverslag |       |         | Jalan Besarstadion, Kallang Scheidsrechter: Çarymurat Kurbanow |

|                                                   |             |                  |                              |                                                            |
| 23 november 2014 «onderlinge duels» 20:10 (UTC+8) | Singapore   | 1 – 2            | Thailand                     | Nationaal Stadion, Kallang Scheidsrechter: Alireza Faghani |
| 23 november 2014 «onderlinge duels» 20:10 (UTC+8) | Khairul 20' | Wedstrijdverslag | Mongkol 9' Charyl 89' (pen.) | Nationaal Stadion, Kallang Scheidsrechter: Alireza Faghani |

|                                                   |                    |                  |                            |                                                          |
| 26 november 2014 «onderlinge duels» 19:30 (UTC+8) | Maleisië           | 2 – 3            | Thailand                   | Jalan Besarstadion, Kallang Scheidsrechter: Ahmed Al-Kaf |
| 26 november 2014 «onderlinge duels» 19:30 (UTC+8) | Amri 28' Safiq 61' | Wedstrijdverslag | Adisak 43', 90' Charyl 72' | Jalan Besarstadion, Kallang Scheidsrechter: Ahmed Al-Kaf |

|                                                   |                                          |                  |                                                        |                                                            |
| 26 november 2014 «onderlinge duels» 20:00 (UTC+8) | Myanmar                                  | 2 – 4            | Singapore                                              | Nationaal Stadion, Kallang Scheidsrechter: Ilgiz Tantashev |
| 26 november 2014 «onderlinge duels» 20:00 (UTC+8) | Kyaw Zayar Win 55' Kyaw Ko Ko 62' (pen.) | Wedstrijdverslag | Shaiful 15' Hariss 35', 42' Khin Maung Lwin 75' (e.d.) | Nationaal Stadion, Kallang Scheidsrechter: Ilgiz Tantashev |

|                                                   |                         |                  |         |                                                                |
| 29 november 2014 «onderlinge duels» 20:00 (UTC+8) | Thailand                | 2 – 0            | Myanmar | Jalan Besarstadion, Kallang Scheidsrechter: Çarymurat Kurbanow |
| 29 november 2014 «onderlinge duels» 20:00 (UTC+8) | Tanaboon 12' Prakit 84' | Wedstrijdverslag |         | Jalan Besarstadion, Kallang Scheidsrechter: Çarymurat Kurbanow |

|                                                   |             |                  |                                          |                                                         |
| 29 november 2014 «onderlinge duels» 20:00 (UTC+8) | Singapore   | 1 – 3            | Maleisië                                 | Nationaal Stadion, Kallang Scheidsrechter: Ahmed Al-Kaf |
| 29 november 2014 «onderlinge duels» 20:00 (UTC+8) | Khairul 83' | Wedstrijdverslag | Safee 61' Safiq 90+3' (pen.) Putra 90+5' | Nationaal Stadion, Kallang Scheidsrechter: Ahmed Al-Kaf |

## Knock-outfase
|  | Halve finale | Halve finale | Halve finale | Halve finale | Halve finale |   |          | Finale   | Finale | Finale | Finale | Finale |
|  |              |              |              |              |              |   |          |          |        |        |        |        |
|  | A2           | Filipijnen   | 0            | 0            | 0            |   |          |          |        |        |        |        |
|  | B1           | Thailand     | 0            | 3            | 3            |   |          |          |        |        |        |        |
|  | B1           | Thailand     | 0            | 3            | 3            |   | H1       | Thailand | 2      | 2      | 4      |        |
|  |              |              |              |              |              |   | H1       | Thailand | 2      | 2      | 4      |        |
|  |              | H2           | Maleisië     | 0            | 3            | 3 |          |          |        |        |        |        |
|  | B2           | H2           | Maleisië     | 0            | 3            | 3 | Maleisië | 1        | 4      | 5      |        |        |
|  | B2           |              |              |              |              |   | Maleisië | 1        | 4      | 5      |        |        |
|  | A1           | Vietnam      | 2            | 2            | 2            |   |          |          |        |        |        |        |

### Halve finales
|                                                  |                  |       |          |                                                                 |
| 6 december 2014 «onderlinge duels» 20:00 (UTC+8) | Filipijnen       | 0 – 0 | Thailand | Rizal Memorial Stadium, Manila Scheidsrechter: Abdullah Balideh |
| 6 december 2014 «onderlinge duels» 20:00 (UTC+8) | Wedstrijdverslag |       |          | Rizal Memorial Stadium, Manila Scheidsrechter: Abdullah Balideh |

|                                                   |                                |                  |            |                                                          |
| 10 december 2014 «onderlinge duels» 19:00 (UTC+7) | Thailand                       | 3 – 0            | Filipijnen | Rajamangalastadion, Bangkok Scheidsrechter: Kim Sang-woo |
| 10 december 2014 «onderlinge duels» 19:00 (UTC+7) | Chanathip 6' Kroekrit 57', 86' | Wedstrijdverslag |            | Rajamangalastadion, Bangkok Scheidsrechter: Kim Sang-woo |

Thailand plaatst zich voor de finale (3–0 over twee wedstrijden).
|                                                  |                  |                  |                                      |                                                     |
| 7 december 2014 «onderlinge duels» 20:00 (UTC+8) | Maleisië         | 1 – 2            | Vietnam                              | Shah Alamstadion, Shah Alam Scheidsrechter: Ma Ning |
| 7 december 2014 «onderlinge duels» 20:00 (UTC+8) | Safiq 14' (pen.) | Wedstrijdverslag | Võ Huy Toàn 32' Nguyễn Văn Quyết 60' | Shah Alamstadion, Shah Alam Scheidsrechter: Ma Ning |

|                                                   |                              |                  |                                                                      |                                                               |
| 11 december 2014 «onderlinge duels» 19:00 (UTC+7) | Vietnam                      | 2 – 4            | Maleisië                                                             | Mỹ Đình Nationaal Stadion, Hanoi Scheidsrechter: Masaaki Toma |
| 11 december 2014 «onderlinge duels» 19:00 (UTC+7) | Lê Công Vinh 22' (pen.), 79' | Wedstrijdverslag | Safiq 4' (pen.) Norshahrul 16' Đinh Tiến Thành 29' (e.d.) Shukor 43' | Mỹ Đình Nationaal Stadion, Hanoi Scheidsrechter: Masaaki Toma |

Maleisië plaatst zich voor de finale (5–4 over twee wedstrijden). 
 

### Finale
|                                                   |                                |                  |          |                                                                |
| 17 december 2014 «onderlinge duels» 19:00 (UTC+7) | Thailand                       | 2 – 0            | Maleisië | Rajamangalastadion, Bangkok Scheidsrechter: Valentin Kovalenko |
| 17 december 2014 «onderlinge duels» 19:00 (UTC+7) | Charyl 72' (pen.) Kroekrit 86' | Wedstrijdverslag |          | Rajamangalastadion, Bangkok Scheidsrechter: Valentin Kovalenko |

|                                                   |                                  |                  |                          |                                                                             |
| 20 december 2014 «onderlinge duels» 20:00 (UTC+8) | Maleisië                         | 3 – 2            | Thailand                 | Bukit Jalil Nationaal Stadion, Kuala Lumpur Scheidsrechter: Alireza Faghani |
| 20 december 2014 «onderlinge duels» 20:00 (UTC+8) | Safiq 7' (pen.), 58' Putra 45+2' | Wedstrijdverslag | Charyl 82' Chanathip 87' | Bukit Jalil Nationaal Stadion, Kuala Lumpur Scheidsrechter: Alireza Faghani |

| Winnaar AFF Championship 2014 |
| ----------------------------- |
|                               |
| Thailand Vierde titel         |

## Toernooiranglijst
| Rank                              | Team      | Gsp | W | G | V | DV | DT | DS  | Pnt |
| --------------------------------- | --------- | --- | - | - | - | -- | -- | --- | --- |
|                                   | Thailand  | 7   | 5 | 1 | 1 | 14 | 6  | +8  | 16  |
|                                   | Maleisië  | 7   | 3 | 1 | 3 | 13 | 12 | +1  | 10  |
| Uitgeschakeld in de halve finales |           |     |   |   |   |    |    |     |     |
| 3                                 | Vietnam   | 5   | 3 | 1 | 1 | 12 | 8  | +4  | 10  |
| 4                                 | Myanmar   | 5   | 2 | 1 | 2 | 9  | 7  | +2  | 7   |
| Uitgeschakeld in de groepsfase    |           |     |   |   |   |    |    |     |     |
| 5                                 | Indonesië | 3   | 1 | 1 | 1 | 7  | 7  | 0   | 4   |
| 6                                 | Singapore | 3   | 1 | 0 | 2 | 6  | 7  | −1  | 3   |
| 7                                 | Myanmar   | 3   | 0 | 1 | 2 | 2  | 6  | −4  | 1   |
| 8                                 | Laos      | 3   | 0 | 0 | 3 | 2  | 12 | −10 | 0   |

## Doelpuntenmakers
6 doelpunten
- Mohd Safiq Rahim

4 doelpunten
- Charyl Chappuis
- Lê Công Vinh

3 doelpunten
- Kroekrit Thaweekarn

2 doelpunten
- Ramdhani Lestaluhu
- Zulham Zamrun
- Khampheng Sayavutthi
- Indra Putra Mahayuddin

- Patrick Reichelt
- Phil Younghusband
- Hariss Harun
- Khairul Amri

- Adisak Kraisorn
- Chanathip Songkrasin
- Vũ Minh Tuấn

1 doelpunten
- Evan Dimas
- Samsul Arif
- Mohd Amri Yahyah
- Norshahrul Idlan Talaha
- Safee Sali
- Shukor Adan
- Kyaw Ko Ko
- Kyaw Zayar Win

- Manuel Ott
- Martin Steuble
- Paul Mulders
- Rob Gier
- Simone Rota
- Shaiful Esah
- Mongkol Tossakrai
- Prakit Deeporm

- Tanaboon Kesarat
- Ngô Hoàng Thịnh
- Nguyễn Huy Hùng
- Nguyễn Văn Quyết
- Phạm Thành Lương
- Quế Ngọc Hải
- Võ Huy Toàn

Eigen doelpunten
- Ketsada Souksavanh (tegen Indonesië)
- Khin Maung Lwin (tegen Singapore)
- Đinh Tiến Thành (tegen Maleisië)

1996 · 1998 · 2000 · 2002 · 2004 · 2007 · 2008 · 2010 · 2012 · 2014 · 2016 · 2018 · 2020 · 2022 · 2024